# Gran teoria
Grand theory (la gran teoria) és un terme encunyat pel sociòleg nord-americà C. Wright Mills a The Sociological Imagination per referir-se a la forma de teorització altament abstracta en què l'organització i l'ordenació formal dels conceptes té prioritat sobre la comprensió de la realitat social. Segons la seua opinió, la gran teoria està relativament separada de les preocupacions concretes de la vida quotidiana i la seva varietat en el temps i l'espai.
L'objectiu principal de la proposta de Mills era la de Talcott Parsons, també sociòleg nord-americà i arquitecte del funcionalisme estructural, contra qui Mills va insistir que no hi ha una gran teoria en el sentit d'un esquema universal per entendre la unitat de les estructures socials. Segons Mills, la "gran teoria" integrava no només conceptes sociològics, sinó també components psicològics, econòmics, polítics i religiosos o filosòfics. Va intentar integrar totes les ciències socials dins d'un marc teòric general.
A la dècada de 1980, la gran teoria es va reformular per incloure teories com ara la teoria crítica, l'estructuralisme, el marxisme estructural i la teoria de l'estructuració -tots van influir en la geografia humana-. Barnes i Gregory ho van confirmar i, a més, van destacar: "No importa el fenomen investigat, sempre es podria inserir en un esquema teòric més ampli. Res quedaria fora; tot s'explicaria".
Gregory presenta dues respostes crítiques a aquesta gran teoria (reformulada). En primer lloc, hi ha hagut un debat continuat sobre l'abast de la teoria en la geografia humana, amb el focus en la relació entre teoria i empirisme. Alguns autors pensaven en un "món de l'empirisme sense teoria", a diferència d'altres que preveien una fixació per la teoria. – és a dir, l'amenaça de la "teorització de les teories", abstraccions de segon ordre allunyades dues vegades del món empíric. En segon lloc, cap sistema teòric únic pot plantejar totes les preguntes interessants o proporcionar totes les respostes satisfactòries.

Una tercera resposta, com en la teoria compromesa i els estudis globals, s'ha dut endavant endavant amb l'aspiració d'entendre el "tot social", però sense les afirmacions totalitzadores de la "gran teoria". Un teòric social parla de la cerca com: 
| « | ... to find a pathway between and beyond the modern confidence in grand theory and the postmodern rejection of other than piece-meal explanations for this and that discursive practice. It does so, not by setting up a grand theory, but by setting up a sensitizing and generalizing "grand method" to explore the structures and subjectivities of social formations that traverse history as we know it. | » |

Grand theory
Com a tipus d'estructura teòrica, la prioritat en el desenvolupament d'aquest tipus de teoria és l'organització d'ordre superior de les seves idees, en lloc de "provar" la veritat de les seves idees mitjançant un contacte estret amb la realitat empírica (per exemple, a la llum de les dades recollides a partir d'aquestes idees). Per exemple, en el camp (re)emergent del pensament de sistemes per entendre sistemes complexos, aquest tipus de teoria s'ha utilitzat com a part d'un marc conceptual general per a l'explicació de dades, coneixements i fenòmens basat en la cognició distribuïda relatius a la comunicació d'informació en incidents i accidents de seguretat.